# Університет Джонсона і Велса
Університет Джонсона і Вельса (ДВУ, JWU) - приватний кар’єрно орієнтований університет з головним кампусом у Провіденсі у Род-Айленді. Створена як бізнес-школа у 1914 році Гертрудою І. Джонсон та Мері Т. Вельс, на даний час JWU нараховує 12930 студентів, що навчаються на програмах бізнесу, мистецтв й наук, кулінарного мистецтва, освіти, техніки, управління конями, гостинності та інженерних технологій. Університет акредитований Комісією з вищої освіти Нової Англії.

## Містечка

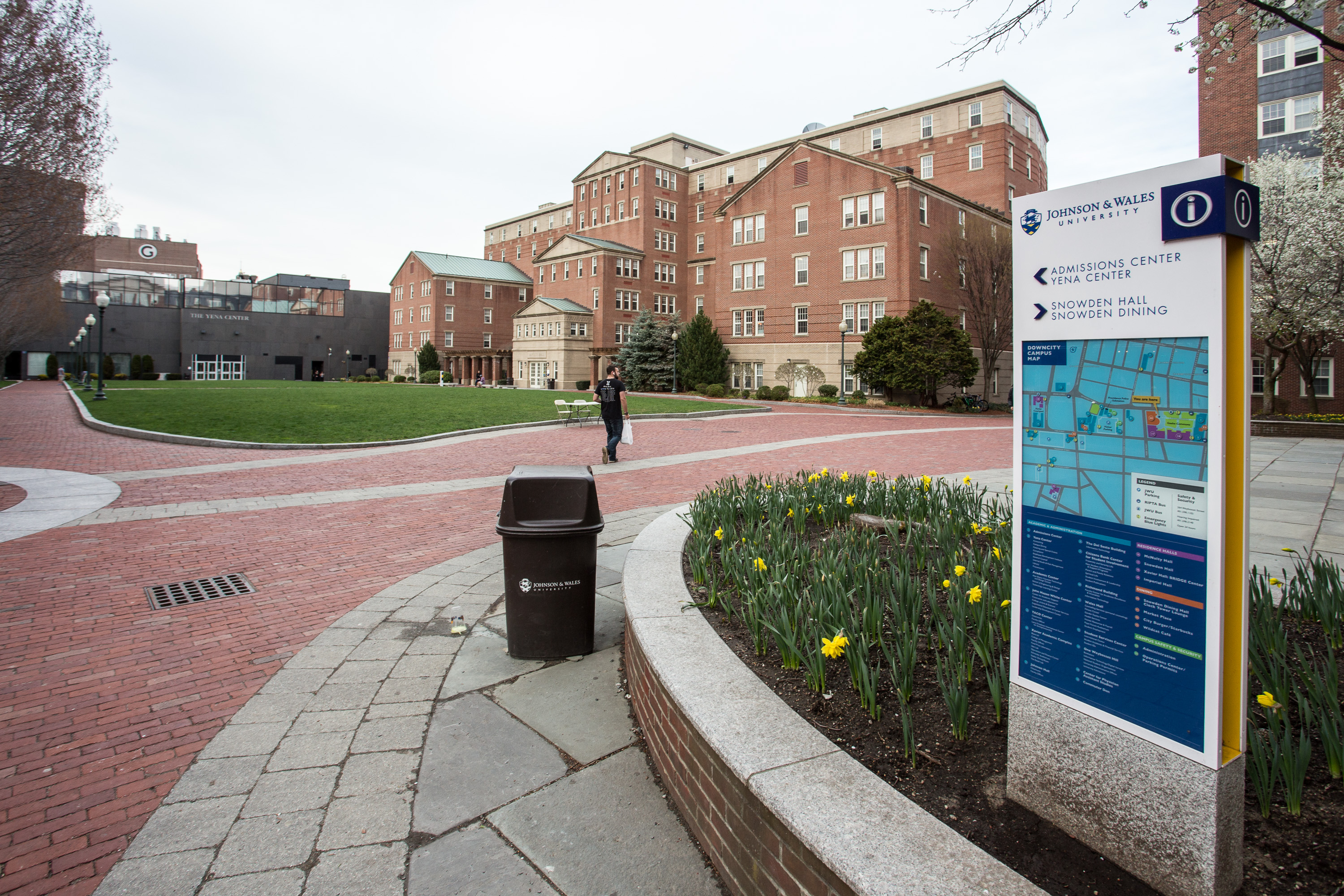
Студентське містечко Провіденса

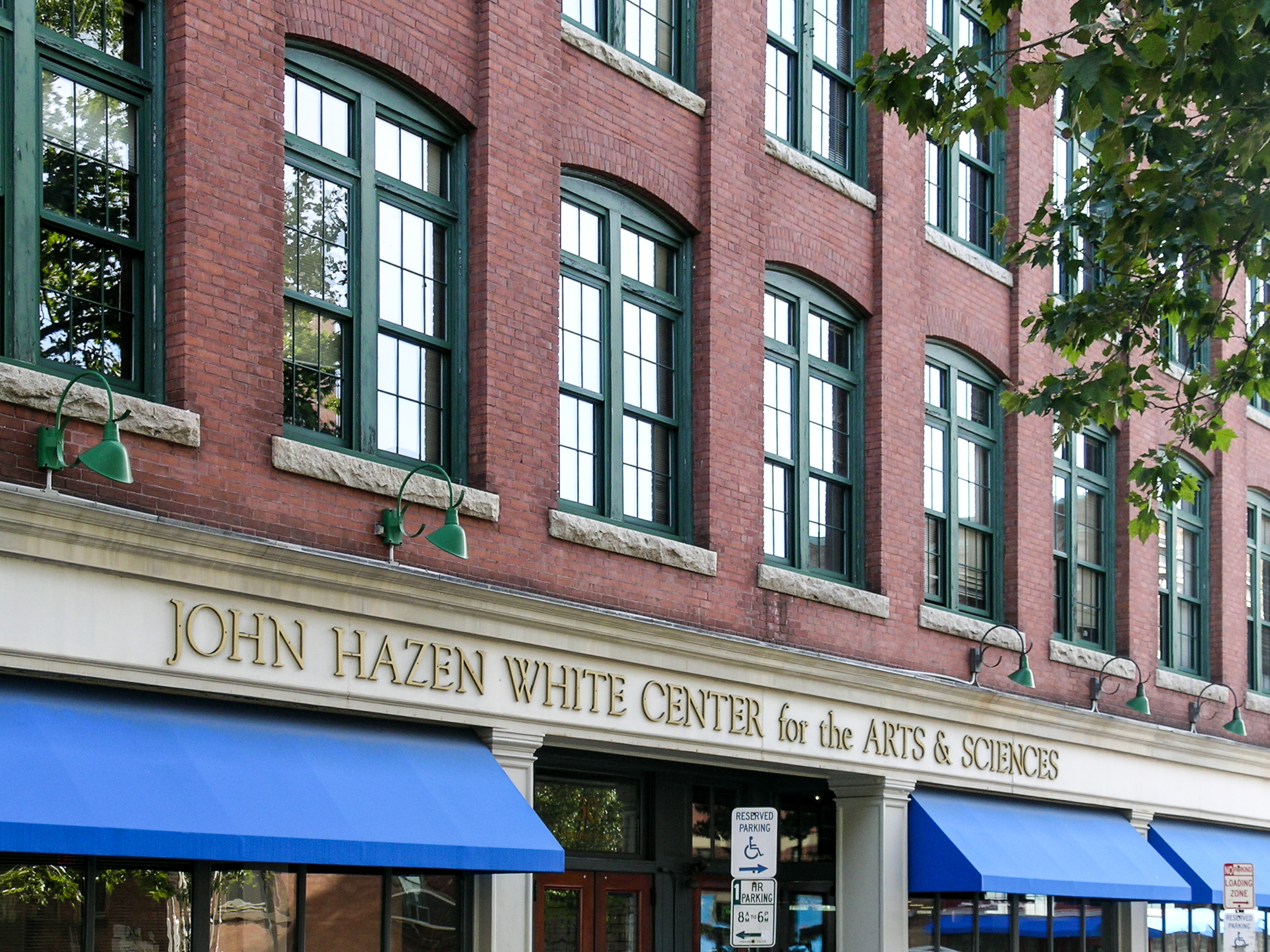
У центрі Джона Хейзен Вайт знаходиться Коледж мистецтв і наук

Університет Джонсона та Вельса працює у містечках у чотирьох місцях:
- Провіденс - засновник , кампус Род-Айленду, де розміщуються програми бізнесу, готельного господарства та технологій JWU (звані Даунсіті і відкриті в 1914 році) з допоміжним містечком, де розміщуються кулінарні та випускні програми JWU (під назвою Harborside і відкритий у 1985 році) в Крестоні, штат Род-Айленд
- Північний Маямі, штат Флорида (відкрито у 1992 р.)
- Денвер, штат Колорадо (відкрито у 2000 році)
- Шарлотта, Північна Кароліна (відкрито в 2004 році)

Два попередніх містечка у Чарлстоні, Південна Кароліна (відкрито в 1984 році) і Норфолк, штат Вірджинія (відкрито в 1986 році) поступово були об'єднані в кампус Шарлотти, починаючи з вересня 2003 року і закінчуючи в травні 2006 року закриттями кампусів Норфолк й Чарлстон.

## Освітні програми

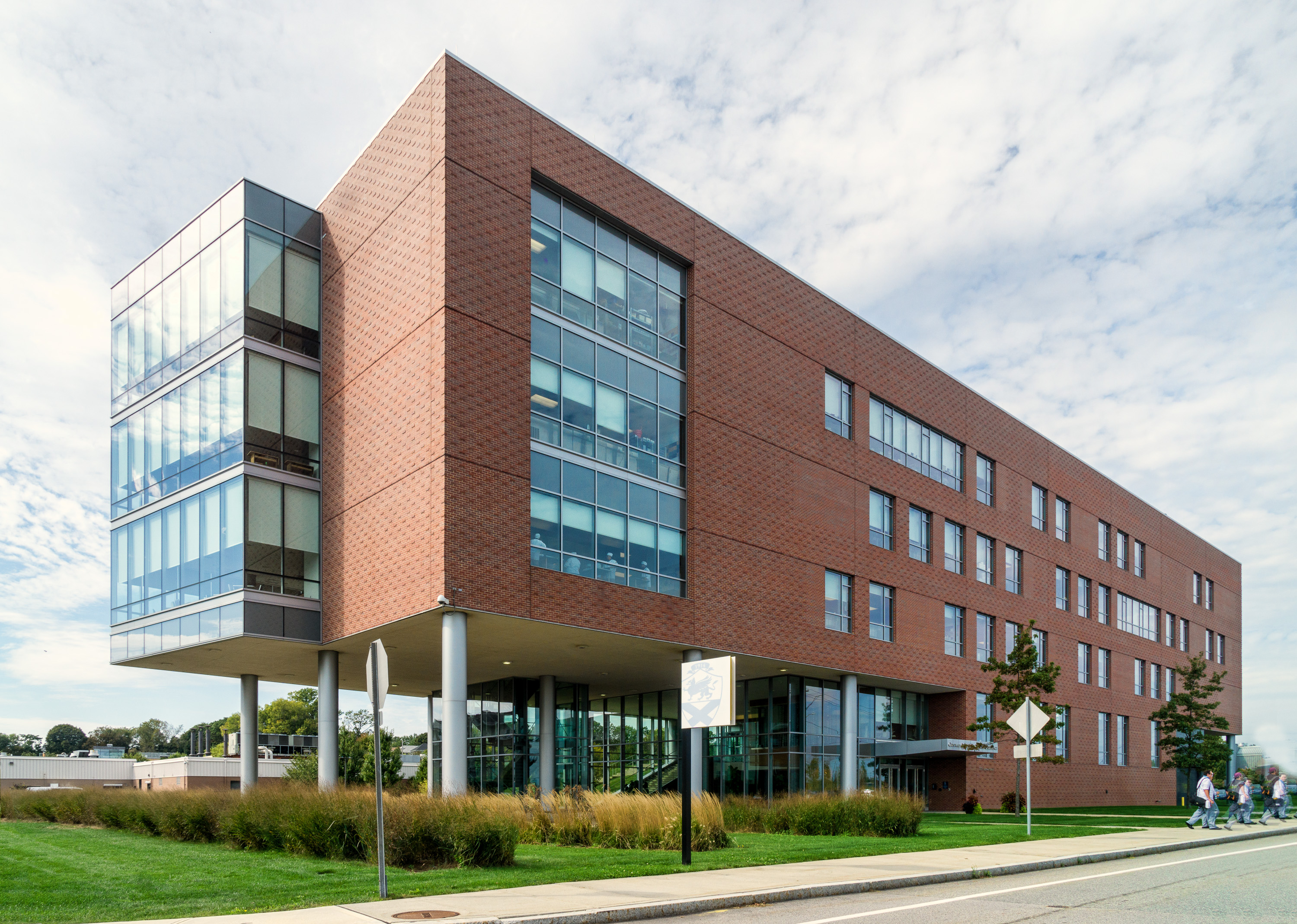
Кулінарний центр кулінарної майстерності, кампус Харборсайд у Провіденсі

Наразі JWU має шість академічних одиниць у кожному з містечок:
- Коледж бізнесу
- Коледж кулінарного мистецтва
- Коледж гостинності
- Коледж здоров'я та оздоровлення
- Коледж інженерії та дизайну
- Джон Хазен Вайт коледж мистецтв і наук

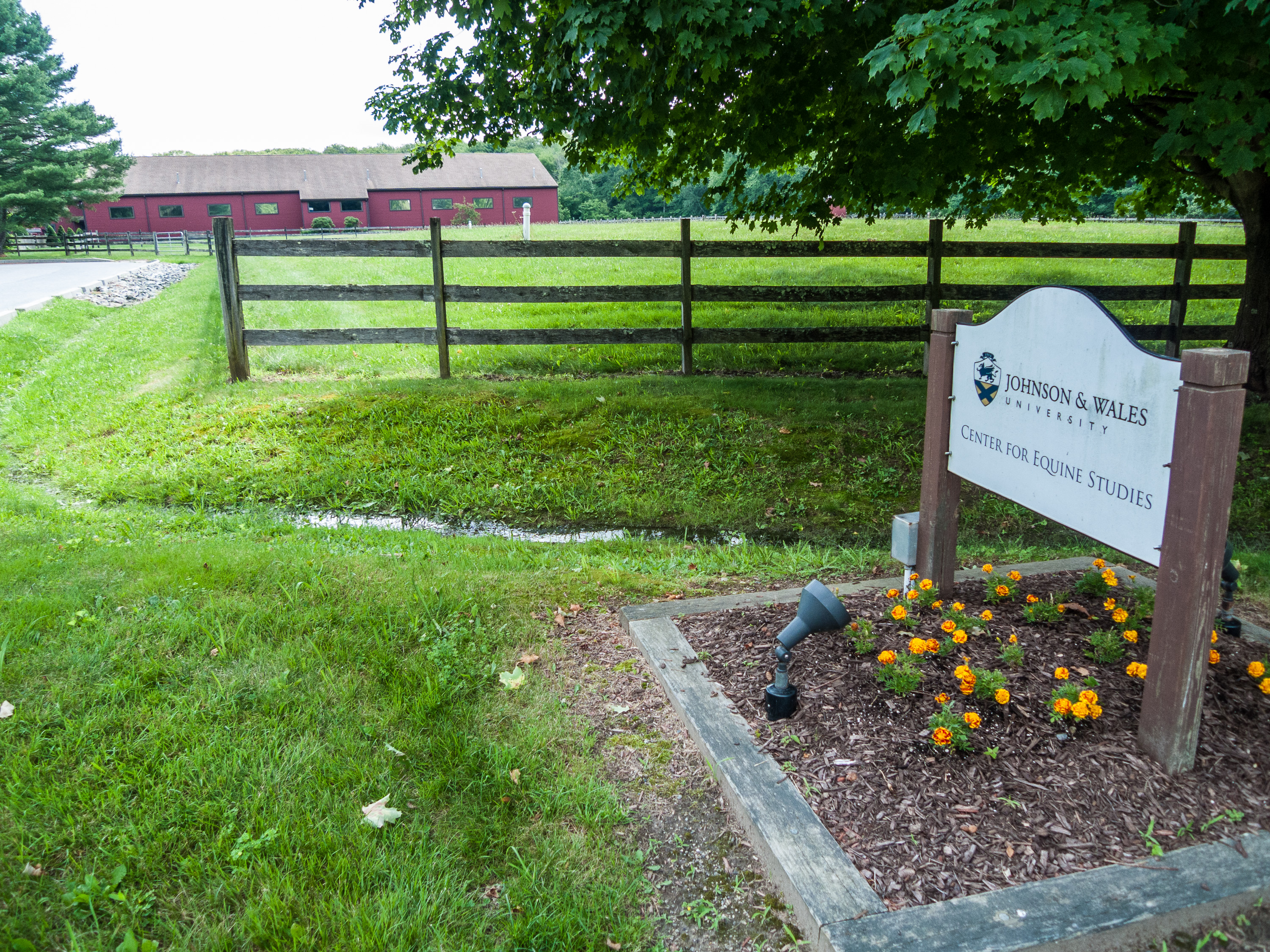
Кінний центр в Рехоботі, штат Массачусетс

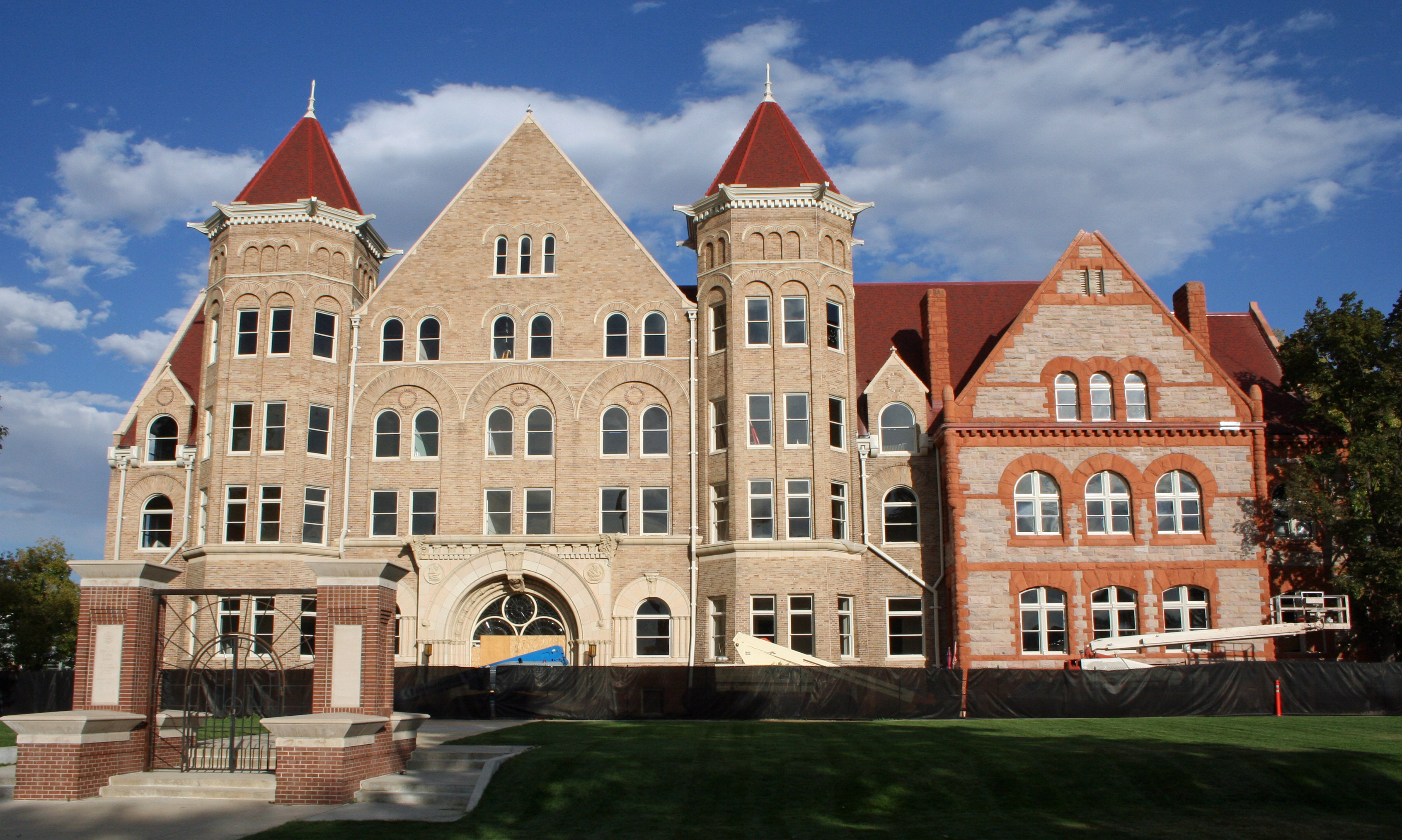
Сторічний зал у кампусі Денвера

У кампусі Провіденс є коледж бізнесу, коледж гостинності, коледж мистецтв і наук та коледж інженерії та дизайну. У цьому кампусі є кілька додаткових навчальних одиниць: Вища школа Алана Шона Файнштейна та Коледж кулінарного мистецтва. У ній також є Школа освіти, що пропонує спеціалізовані магістерські та докторські програми. Студенти, що тільки виходять у діяльність, можуть заробити магістр мистецтв викладання (програма MAT), а нинішні викладачі можуть заробити ступінь магістра освіти (магістратура). Для нинішніх викладачів, що хочуть підвищити ступінь, існує докторська програма, де вони можуть заробити свій Ed.D. Університет Джонсона і Велса також пропонує 11 онлайн-бакалаврів та 9 онлайн-магістерських програм. 
Університет Джонсона і Вельса відомий своєю програмою кулінарного мистецтва, але вперше був заснований як бізнес та програми гостинності. Університет - найбільший викладач харчування в світі. JWU - один з перших трьох коледжів гостинності, згідно рейтингів 2010 року, опублікованих Американською програмою прийому університетів, що займає американські університети відповідно до їх міжнародної репутації. JWU є домом для 39-го найбільшого коледжу бізнесу у Сполучених Штатах. 

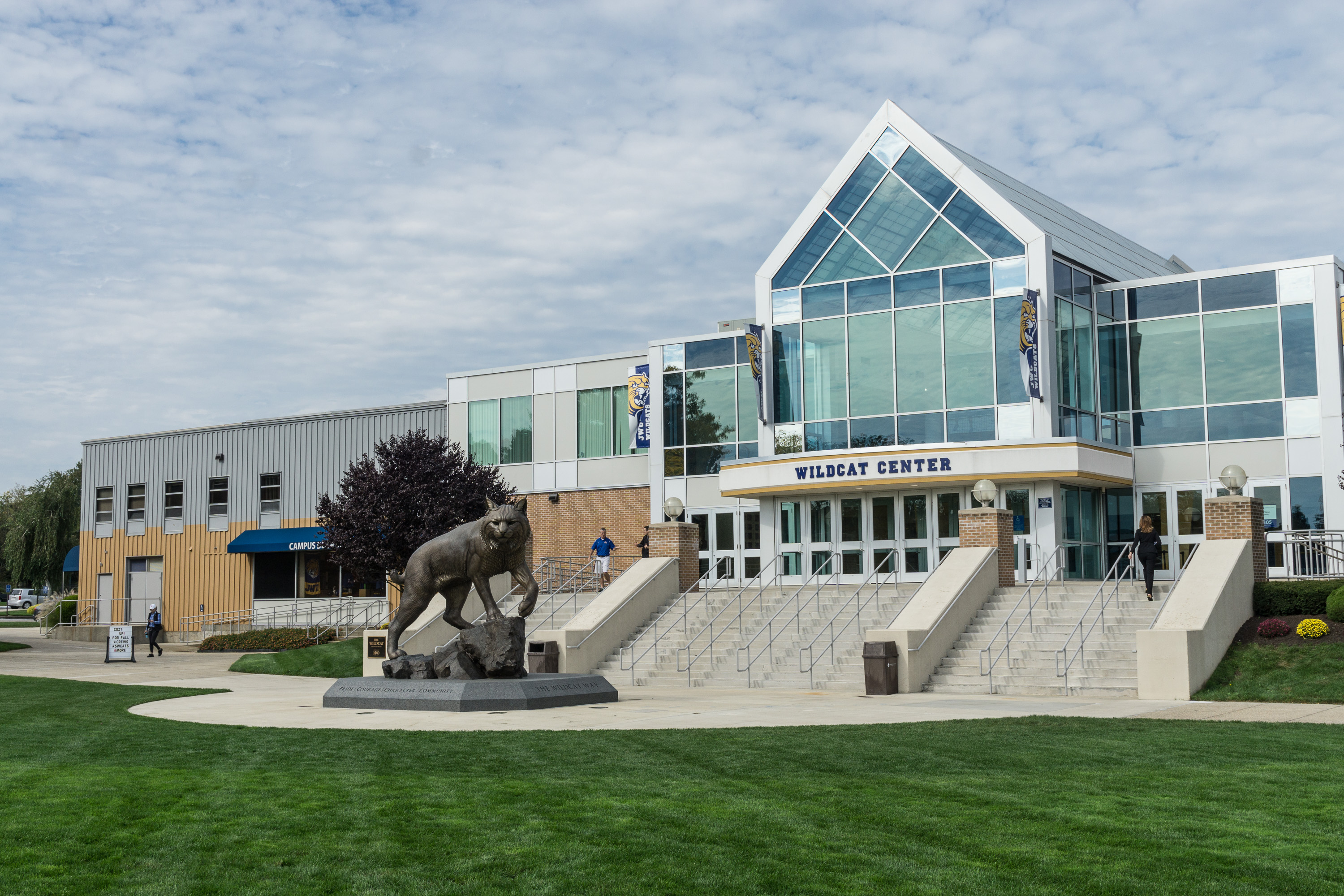
Вайлдкет-центр на кампусі Харборсайд в Провіденсі

Університет пропонує широкий спектр ступенів, включаючи бухгалтерський облік, мерчандайзінг моди та управління роздрібною торгівлею, дослідження коней / управління конями, управління, маркетинг, кримінальне правосуддя, підприємництво, управління готельними будинками та спорт / розваги / управління подіями. Кампус Провіденс Даунсіті пропонує дво- та чотирирічні програми в таких технологіях, як мережева інженерія, інженерія електроніки та робототехніки, комп'ютерне програмування, біологія, наука про здоров'я та графічний дизайн.

## Кампус

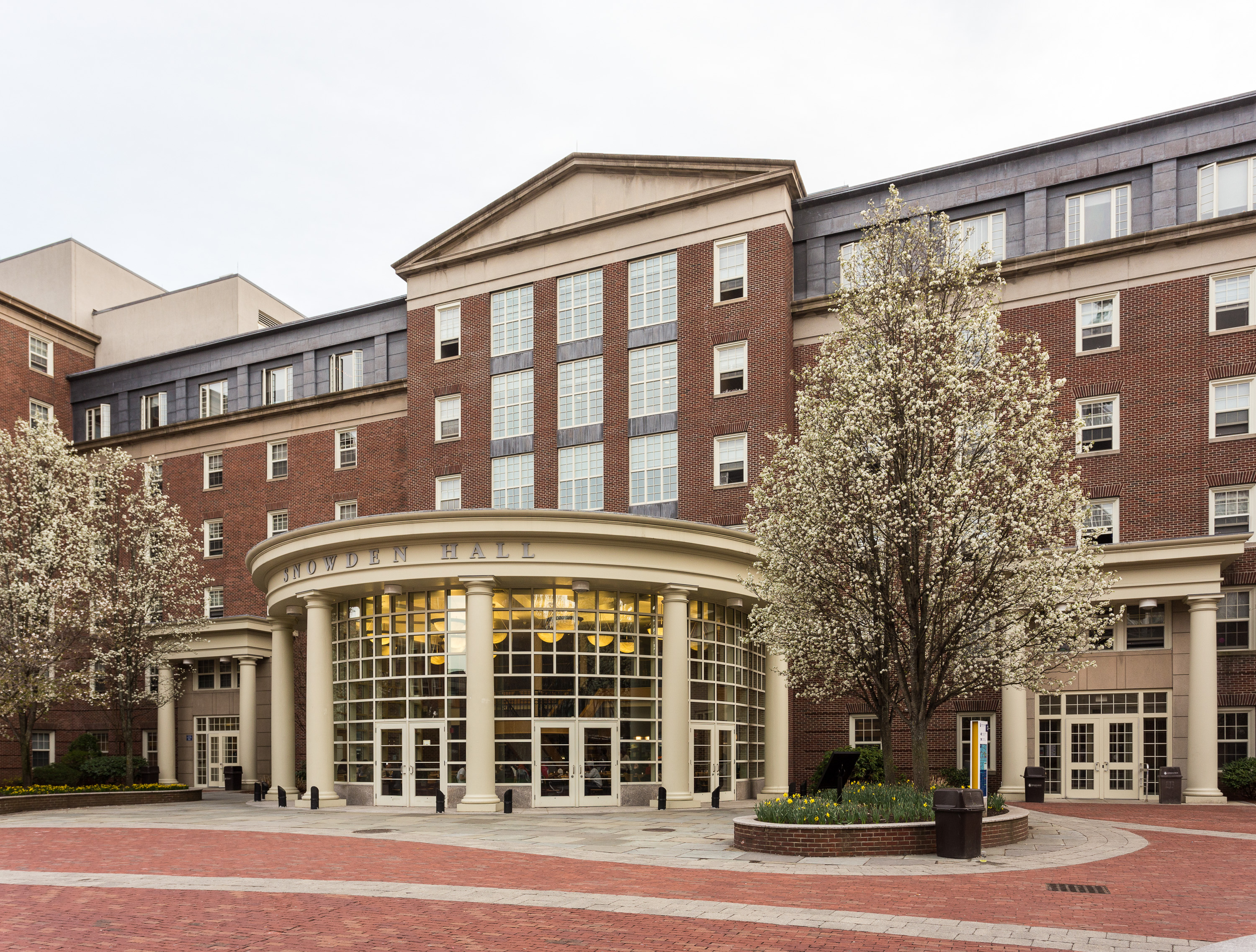
Сноуденський зал, містечко Провіденс

Окрім навчальних корпусів та гуртожитків на території університету, в університеті також функціонують готелі, що використовуються як навчальні заклади для навчальних закладів з управління готелями та помешканнями, управління продовольчими послугами та ступінь кулінарного мистецтва. Університету також належить готель Doubletree Village Charlotte-Gateway Village на кампусі Шарлотти. 

## Майбутнє
Університет Джонсона і Вельс планує завершити майбутні розширення в 2017 році. Сюди входить план, що стосується нових можливостей у Провіденсі та Маямі, скорочення заборгованості студентів, наймання більшої кількості викладачів, серед іншого.